# Superintendência de Administração do Meio Ambiente
A Superintendência de Administração do Meio Ambiente, mais conhecida pelo acrônimo Sudema, é um órgão público do estado brasileiro da Paraíba responsável pela execução da política de proteção e preservação de meio ambiente do estado. Criada em 20 de dezembro de 1978, pela Lei nº 4.033, é subordinada à Secretaria de Estado dos Recursos Hídricos, do Meio Ambiente e da Ciência e Tecnologia.

## Estrutura
A função essencial do órgão é gerir o meio ambiente é manter a estrutura de todos os ecossistemas, assegurando o equilíbrio ecológico e a boa relação homem–natureza. Para isso seu corpo técnico conta com profissionais de diversas áreas, como policias militares que são responsáveis pela fiscalização,engenharia civil e mecânica, química, geografia, geologia, agronomia, computação, biologia, bioquímica, administração, arquitetura, direito, biblioteconomia, contabilidade, pedagogia, jornalismo e economia.
O trabalho da equipe envolve aspectos técnicos-científicos, econômicos, políticos, culturais e sociais. Em virtude disso, a administração ambiental é compartilhada entre o Poder Público e a Sociedade Civil, responsabilidades fundamentadas no artigo 225, da Constituição Federal.
O órgão segue o que determina o Conselho de Proteção Ambiental - Copam, um colegiado em gestão ambiental que atua na aprovação de normas, deliberações, diretrizes e regulamentos, criado pela Lei nº 4.335 de 16 de dezembro de 1981.